# Castulo Guerra
Castulo Guerra (Córdoba, 24 augustus 1945) is een Argentijns/Amerikaans acteur.

## Biografie
Guerra werd geboren in Córdoba, en groeide op in Salta. Hij doorliep de high school aan de Colegio Nacional in Córdoba. Hierna ging hij geneeskunde studeren aan de National University of Tucumán in Tucumán, maar stopte al snel met deze studie om over te gaan naar drama en Engels. Tijdens zijn studie was hij ook actief als acteur in de theatergezelschap van de universiteit, en voor zijn spel werd hij in 1971 beloond met een beurs om theaterwetenschap te studeren aan de universiteit van Kansas in Lawrence.  In 1972 verhuisde hij naar New York waar hij begon te acteren in lokale theaters. In 1983 verhuisde hij naar Los Angeles voor zijn acteercarrière in films en televisieseries.
Guerra is in 1972 getrouwd en heeft twee kinderen. 

## Filmografie

### Films
Selectie:
- 2014 The Purge: Anarchy - als Barney
- 2011 Beverly Hills Chihuahua 2 – als mr. Cortez
- 2004 The Alamo – als general Castrillon
- 2001 The Mexican – als Joe, eigenaar van pandjeshuis
- 1997 Amistad – als Spaanse priester
- 1996 For the Future: The Irvine Fertility Scandal – als dr. Ricardo Asch
- 1995 The Usual Suspects – als Arturro Marquez
- 1991 Cold Heaven – als dr. DeMencos
- 1991 Terminator 2: Judgment Day – als Enrique Salceda
- 1988 Sunset – als Pancho

### Televisieseries
Uitgezonderd eenmalige gastrollen.
- 2020-2021 All Rise - als Miguel - 3 afl.
- 2016-2019 Jane the Virgin - als opa De La Vega - 3 afl.
- 2017-2018 Madam Secretary - als president Mario Zaragoza - 3 afl.
- 2012-2013 Dallas – als Carlos Del Sol – 4 afl.
- 2007-2008 Prison Break – als generaal Zavala – 2 afl.
- 2001 ER – als rechter Alter – 2 afl.
- 1997-2001 King of the Hill – als magistraat / oude man (stemmen) – 4 afl.
- 1991-1993 Reasonable Doubts – als rechter Myans – 4 afl.
- 1992 Santa Barbara – als Rafael Castillo – 6 afl.
- 1986-1989 Falcon Crest – als Cesar Ortega – 14 afl.
- 1987 Remington Steele – als Fernando – 2 afl.

### Computerspellen
- 2000 Diablo II – als Geglash
- 2000 Sacrifice – als Charnel
- 1998 StarCraft: Brood War – als Alexei Stukov
- 1997 Herc's Adventures – als Hades

- Bibliothèque nationale de France: cb14183936r (data)
- International Standard Name Identifier: 0000 0003 7471 6733
- Library of Congress Control Number: no2010009276
- Virtual International Authority File: 221795857
- WorldCat: E39PBJxhjcYj9KmXC6HdqRv4MP